# Albert Lebourg

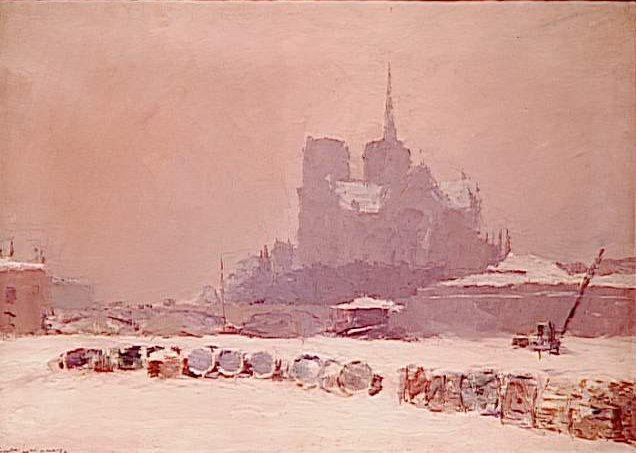
Katedra Notre Dame, ok. 1895

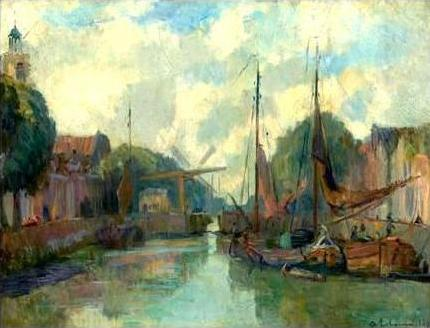
Kanał w Rotterdamie, ok. 1890

Albert Lebourg (ur. 1 lutego 1849 w Montfort-sur-Risle, zm. 6 stycznia 1928 w Rouen) – francuski malarz impresjonista.
Studiował w Rouen i Paryżu, w latach 1872-1876 wykładał w École des Beaux-Artsw Algierze. Po powrocie do ojczyzny działał głównie w Paryżu i podróżował po Francji i Europie. Dwukrotnie brał udział w wystawach impresjonistów w 1879 i 1880 roku. Był członkiem Akademii Nauk, Literatury i Sztuki w Rouen. W 1903 otrzymał Legię Honorową, w 1924 Krzyż Oficerski Legii Honorowej.
Albert Lebourg malował impresjonistyczne pejzaże odznaczające się jasnym, świetlistym kolorytem. Artysta skupiał się na współzależności koloru i światła, tworzył też serie obrazów przedstawiających to samo miejsce w różnym czasie.

## Wybrane prace
- Remorqueurs à Rouen, Musée d’Orsay,
- L'Île Lacroix sous la neige, Musée des beaux-arts de Lyon,
- Navire norvégien dans le port de Rouen, Musée des beaux-arts de Rouen,
- La Seine à Croisset,  Musée de la Chartreuse à Douai,
- Vue de la Seine au bas Meudon, Musée de Île-de-France, Sceaux,
- Le pont de Neuilly du côté de Courbevoie, Musée de Île-de-France, Sceaux,
- La Seine à Rouen, Musée des beaux-arts de Lyon.